# 桥市乡 (桂阳县)
桥市乡，是中华人民共和国湖南省郴州市桂阳县下辖的一个乡镇级行政单位。

## 行政区划
桥市乡下辖以下地区：
游水村、架珊村、珠溪村、天堂村、桥市村、友好村、大富村、枫树村、辉山村、野鹿村、大滩村、桐林村和吉冲村。